# Coutzès
Coutzès ou Cutzès (en grec : Κούτζης) est un général byzantin qui s'illustra lors de la guerre d'Ibérie lors du règne de Justinien, au VIe siècle.

## Biographie
Coutzès apparaît dans les sources en 528 en tant que dux de la province de Phoenice Libanensis, aux côtés de son frère Bouzès. Ce commandement dual a été créé en 527 par Justinien. Coutzès dirige les troupes positionnées à Damas et son frère celles de Palmyre. L'historien Procope de Césarée décrit les deux frères comme jeunes en 527. Coutzès a aussi un autre frère, Bénilus ou Vénilus et il est probablement le fils du général rebelle Vitalien. 
En 528, la guerre d'Ibérie dure depuis un an entre les Sassanides et les Byzantins. Les deux frères reçoivent l'ordre, comme les autres généraux, de rejoindre Bélisaire, alors dux de Mésopotamie, qui protège la construction d'un fort à Thannuris. Toutefois, les Byzantins subissent une importante défaite après avoir attaqué une armée perse de 30 000 hommes lors de la bataille de Thannuris. Le sort de Coutzès au cours de celle-ci est incertain. Procope de Césarée écrit qu'il est fait prisonnier et n'a jamais été revu, tandis que Zacharie le Rhéteur affirme qu'il a été tué,,.